# Ngọc Xá
Ngọc Xá là một xã thuộc thị xã Quế Võ, tỉnh Bắc Ninh, Việt Nam.
Xã Ngọc Xá có diện tích 9,38 km², dân số năm 1999 là 8126 người, mật độ dân số đạt 866 người/km².